# 아카데미 장편 다큐멘터리상

아카데미 장편 다큐멘터리상(Academy Award for Best Documentary Feature)은 아카데미상의 부문 중 하나로, 그 해 미국에서 공개된 장편 다큐멘터리 영화에서 가장 뛰어난 작품에게 수여된다.